# Turčianky
Turčianky és un poble i municipi d'Eslovàquia que es troba a la regió de Trenčín.

## Història
La primera menció escrita de la vila es remunta al 1293.

## Demografia
| Godina             | 1994 | 2004    | 2014   | 2024    |
| ------------------ | ---- | ------- | ------ | ------- |
| Nombre de persones | 138  | 156     | 150    | 134     |
| Diferència         |      | +13,04% | −3,84% | −10,66% |

| Godina             | 2023 | 2024   |
| ------------------ | ---- | ------ |
| Nombre de persones | 135  | 134    |
| Diferència         |      | −0,74% |